# Vermilion County (Illinois)
Vermilion County is een county in de Amerikaanse staat Illinois.
De county heeft een landoppervlakte van 2.329 km² en telt 83.919 inwoners (volkstelling 2000). De hoofdplaats is Danville.

## Foto's

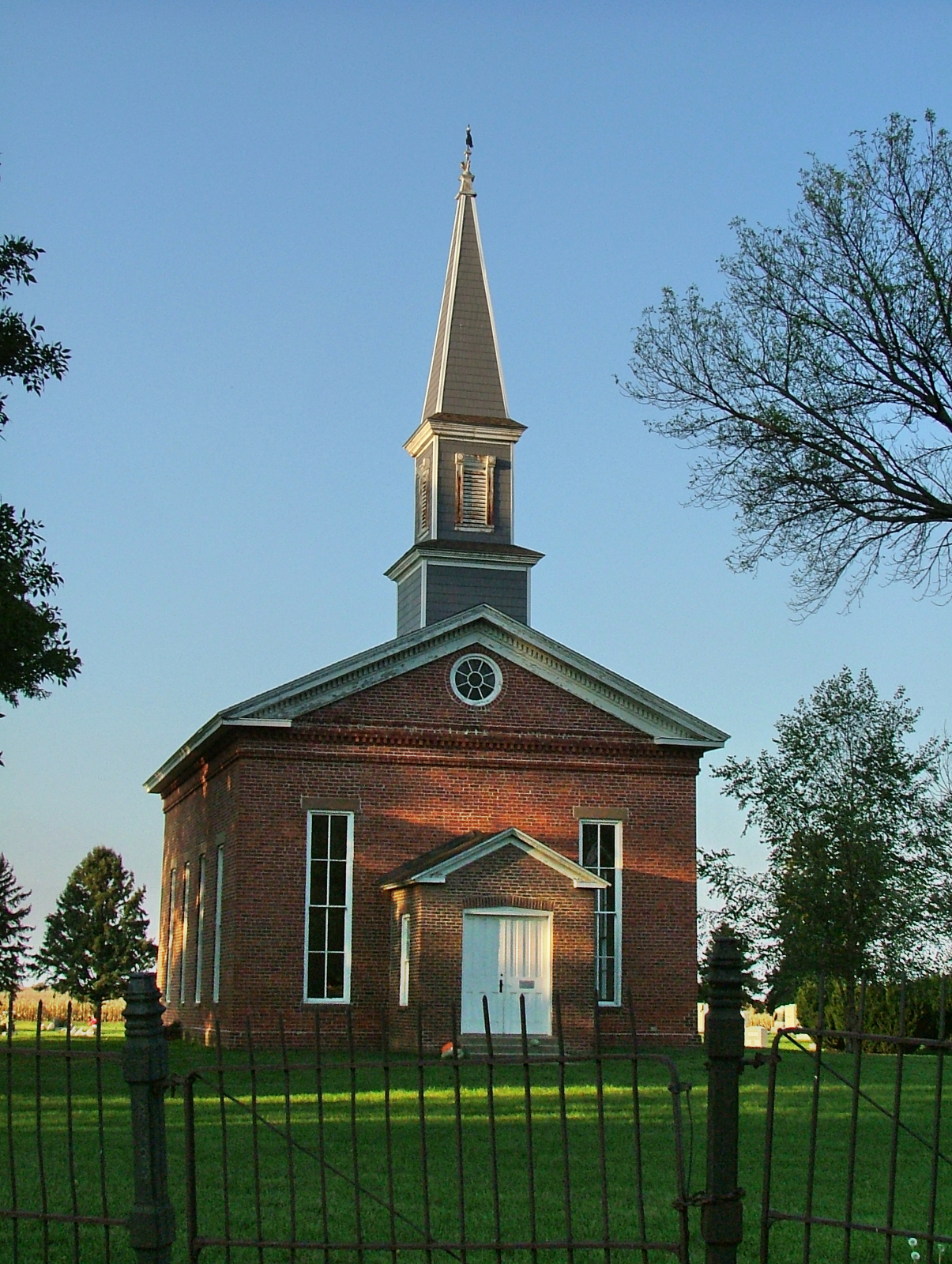
Mann's Chapel